# Östanå
Östanå is een plaats in de gemeente Östra Göinge in het Zweedse landschap Skåne en de provincie Skåne län. De plaats heeft 221 inwoners en een oppervlakte van 59 hectare. Östanå ligt aan de rivier de Helge å en wordt vrijwel geheel omringd door bos. Er is een plaats om te zwemmen/recreëren in de plaats, deze plaats ligt aan de Helge å. De stad Kristianstad ligt zo'n vijfendertig kilometer ten zuiden van het dorp.
Östanå is opgebouwd rond de fabriek Östanå bruk, deze fabriek was gelegen aan een stroomversnelling van de Helge å. Hier werd vanaf de 18de eeuw papierpulp geproduceerd in 1981 werd deze fabriek gesloten.